# Tage Wissnell
Tage Wissnell né le 27 juillet 1905 à Stockholm et mort le 13 mai 1984 est un nageur, footballeur, pongiste, poloïste et joueur de squash suédois.

## Carrière
Tage Wissnell commence sa carrière sportive en natation. Il remporte trois titres nationaux dans la seconde partie des années 1920. En 1927, il est recordman de Suède du 100 mètres brasse.
Il est donc sélectionné pour les Jeux olympiques d'été de 1928 à Amsterdam sur la distance olympique du 200 mètres brasse. Comme il ne termine pas dans les trois premiers de sa série, non seulement il n'est pas qualifié pour les demi-finales, mais son temps n'est pas non plus enregistré.
Au milieu des années 1930, il s'illustre au niveau national en water-polo et squash.
En parallèle, il joue au football, d'abord pour le Djurgårdens IF (football) et le Bodens BK. Il joue à l'Olympique de Marseille pour la saison 1929-1930, avant de rentrer en Suède et de passer trois saisons à l'AIK Fotboll.